# Мінамі-Торісіма
О́стрів Міна́мі-Торісі́ма (яп. 南鳥島, みなみとりしま, МФА: [mʲinamʲi toɾʲiɕima], «Південний пташиний острів») або о́стрів Ма́рка (англ. Marcus Island) — острів у західній частині Тихого океану. Найсхідніша точка Японії. Належить селу Оґасавара області Оґасавара префектури Токіо.

## Короткі відомості
Мінамі-Торісіма — це острів-риф у вигляді трикутника, що піднімається над водою, в середньому, на 9 м. Його площа становить близько 1,51 км². Довжина берегової лінії становить 7,6 км. Мінамі-Торісіма зараховується до островів Оґасавара, проте, фактично, він є одиноким островом, віддаленим на 1200 км на південний схід від оґасаварського острова Тітідзіма.
1896 року острів заселила група японців на чолі з дослідником Мідзутані Сінроку з метою полювання на короткохвостих альбатросів та вилову риби. 1898 року він перейшов у відомство управління Оґасавара і отримав назву Мінамі-Торісіма — «острів Південних птахів». На початку 20 століття на ньому мешкало 30 — 40 осіб, які займалися видобутком гуано, збором пташиного пір'я, ловлею тунця та вирощуванням пальмових. 1933 року населення евакуювали. 1945 року Мінамі-Торісіма був окупований військами США, а 1968 року повернувся до складу Японії.
Станом на 1994 рік на острові знаходиться база Військово-морських Сил Самооборони Японії, база Берегової охорони Японії та метеорологічна станція Метеорологічного управління Японії. Постійне населення не перевищує десяток людей.
| Клімат о. Мінаміторі (1981–2010)                                                                 | Клімат о. Мінаміторі (1981–2010) | Клімат о. Мінаміторі (1981–2010) | Клімат о. Мінаміторі (1981–2010) | Клімат о. Мінаміторі (1981–2010) | Клімат о. Мінаміторі (1981–2010) | Клімат о. Мінаміторі (1981–2010) | Клімат о. Мінаміторі (1981–2010) | Клімат о. Мінаміторі (1981–2010) | Клімат о. Мінаміторі (1981–2010) | Клімат о. Мінаміторі (1981–2010) | Клімат о. Мінаміторі (1981–2010) | Клімат о. Мінаміторі (1981–2010) | Клімат о. Мінаміторі (1981–2010) |
| Показник                                                                                         | Січ.                             | Лют.                             | Бер.                             | Квіт.                            | Трав.                            | Черв.                            | Лип.                             | Серп.                            | Вер.                             | Жовт.                            | Лист.                            | Груд.                            | Рік                              |
| Абсолютний максимум, °C                                                                          | 28,9                             | 29,0                             | 30,2                             | 31,0                             | 34,0                             | 34,9                             | 35,5                             | 34,2                             | 33,9                             | 33,5                             | 31,7                             | 30,3                             | 35,5                             |
| Середній максимум, °C                                                                            | 24,7                             | 24,3                             | 25,3                             | 27,2                             | 29,0                             | 30,9                             | 31,3                             | 31,0                             | 31,0                             | 30,3                             | 28,7                             | 26,6                             | 28,3                             |
| Середня температура, °C                                                                          | 22,3                             | 21,6                             | 22,4                             | 24,2                             | 26,0                             | 27,8                             | 28,4                             | 28,2                             | 28,3                             | 27,8                             | 26,4                             | 24,3                             | 25,6                             |
| Середній мінімум, °C                                                                             | 20,3                             | 19,3                             | 20,2                             | 22,2                             | 23,8                             | 25,5                             | 26,0                             | 25,9                             | 26,1                             | 25,8                             | 24,6                             | 22,4                             | 23,5                             |
| Абсолютний мінімум, °C                                                                           | 14,6                             | 14,2                             | 14,2                             | 16,4                             | 19,1                             | 20,0                             | 22,3                             | 22,5                             | 22,4                             | 21,9                             | 19,2                             | 16,7                             | 14,2                             |
| Середня кількість сонячних годин на місяць                                                       | 166,1                            | 178,5                            | 227,7                            | 237,6                            | 274,0                            | 299,4                            | 274,1                            | 252,0                            | 256,8                            | 250,6                            | 213,8                            | 175,5                            | 2805,3                           |
| Норма опадів, мм                                                                                 | 71.7                             | 43.2                             | 42.6                             | 72.4                             | 90.3                             | 61.4                             | 153.2                            | 167.3                            | 99.7                             | 80.3                             | 70.3                             | 97.2                             | 1053.6                           |
| Днів з опадами                                                                                   | 11,3                             | 8,6                              | 7,4                              | 7,8                              | 8,9                              | 8,3                              | 13,8                             | 16,6                             | 14,2                             | 11,7                             | 9,4                              | 12,2                             |                                  |
| Вологість повітря, %                                                                             | 70                               | 69                               | 74                               | 79                               | 78                               | 76                               | 77                               | 79                               | 78                               | 77                               | 75                               | 74                               | 76                               |
| ------------------------------------------------------------------------------------------------ | -------------------------------- | -------------------------------- | -------------------------------- | -------------------------------- | -------------------------------- | -------------------------------- | -------------------------------- | -------------------------------- | -------------------------------- | -------------------------------- | -------------------------------- | -------------------------------- | -------------------------------- |
| Джерело: Japan Meteorological Agency climate normalsJapan meteorological Agency climate extremes |                                  |                                  |                                  |                                  |                                  |                                  |                                  |                                  |                                  |                                  |                                  |                                  |                                  |